# 牛津製薬
牛津製薬株式会社（うしづせいやく）は、佐賀県小城市牛津町に本社を置く製薬会社。

## 沿革
- 1948年5月 - 設立。
- 2021年12月 - 「レバコールアルファ」発売。
- 2022年
  - 7月 - 「レバコール黎」発売。
  - 7月 - 「レバコール黎・S」発売。

## 商品

### 医薬品
- レバコール・S【第2類医薬品】
- こどもレバコール【第3類医薬品】
- レバコール100【第3類医薬品】
- れいめいしん液【第2類医薬品】
- レジャール液【第2類医薬品】
- こどもレジャール液【第2類医薬品】
- エマフラシンシロップ【第2類医薬品】
- れいめいしん【第2類医薬品】
- ウエルボーン・B錠【第3類医薬品】
- レバコール・ファイト【第3類医薬品】
- レジャール錠【指定第2類医薬品】
- レジャール錠チュアブル【指定第2類医薬品】
- セダックス錠【第2類医薬品】
- ビボーン・C【第2類医薬品】
- ビボーン・C1500【第2類医薬品】
- コンドロイチンB1顆粒【第2類医薬品】
- 紫香【第2類医薬品】
- アイルビー・ローズ【第2類医薬品】
- アイルビー・40E【第3類医薬品】
- バイオレット・アイ【第3類医薬品】
- アイルビーロイヤル【第3類医薬品】
- ローズ・アイルビー【第3類医薬品】
- 新サルファ・ルビー【第2類医薬品】
- アイルビークール【第3類医薬品】
- アイルビーAL【第2類医薬品】
- 新アイルビー【第2類医薬品】

### 指定医薬部外品
- レバコールドリンク液【指定医薬部外品】
- コールカップCa【指定医薬部外品】

### 健康食品
- 八寶片
- リウマソフト
- 牛津製薬の酵素 菜養
- クロロピュア
- レバコール黎
- レバコール・黎S
- レバコールアルファ